# (10918) Kodaly
(10918) Kodaly ist ein im äußeren Hauptgürtel gelegener Asteroid, der am 1. Januar 1998 im Rahmen des Spacewatch-Projektes der University of Arizona am Kitt-Peak-Nationalobservatorium (IAU-Code 691) entdeckt wurde. Sichtungen des Asteroiden hatte es vorher schon gegeben: am 16. und 17. März 1993 unter der vorläufigen Bezeichnung 1993 FE am japanischen Geisei-Observatorium und am 8. Juni 1994 (1994 LN9) am chilenischen La-Silla-Observatorium.
Der mittlere Durchmesser des Asteroiden wurde mithilfe des Wide-Field Infrared Survey Explorers (WISE) mit 7,751 (±0,130) km berechnet.
Der Asteroid gehört zur Themis-Familie, einer Gruppe von Asteroiden, die nach (24) Themis benannt wurde. Die zeitlosen (nichtoskulierenden) Bahnelemente von (10918) Kodaly sind fast identisch mit dem kleineren (wenn man von der Absoluten Helligkeit von 14,8 gegenüber 13,9 ausgeht) Asteroiden (67125) 2000 AC131.
(10918) Kodaly wurde am 9. Mai 2001 nach dem ungarischen Komponisten Zoltán Kodály (1882–1967) benannt. In der Widmung besonders hervorgehoben wurde seine Sonate für Solo-Cello aus dem Jahre 1915.